# Robert z Chesteru
Robert z Chesteru (lat. Robertus Castrensis) byl anglický učenec, překladatel a významný arabista během 12. století. Proslavil se svými překlady arabských knih do latiny.
Robert z Chesteru žil v roce 1140 v Segovii ve Španělsku, které bylo zmítáno náboženskými válkami mezi islámským a křesťanským obyvatelstvem. Naskýtalo se mu zde mnoho příležitostí, jak obohatit evropskou kulturu o poznatky arabských vzdělanců.
V roce 1144 dokončil překlad díla Liber de compositione alchemiae, neboli jednoduše O podstatě alchymie, na jejímž sepsání se podílel i Abú Músa Džábir ibn Hajján, v latině známý pod jménem Geber. Ač byla kniha odsuzovaná katolickou církví, odvolávali se k ní mnozí evropští badatelé, kteří tím mnohdy riskovali i nařčení z kacířství.
O rok později přeložil do latiny také knihu Algorithmi de numero indorum od perského matematika a astronoma Al-Chorezmího.